# 克爾維爾 (德克薩斯州)
克爾維爾（英語：Kerrville）是一個位於美國德克薩斯州克爾縣的城市。根據2010年美國人口普查，該地共人口22347人，而該地的面積約為53.70平方千米。同時該地也是克爾縣的縣治。

## 地理
克爾維爾的座標為30°02′51″N 99°08′26″W / 30.04750°N 99.14056°W，而該地的平均海拔高度為499米（即1637英尺）。